# Перкам
Перкам (нім. Perkam) — громада в Німеччині, розташована в землі Баварія. Підпорядковується адміністративному округу Нижня Баварія. Входить до складу району Штраубінг-Боген. Складова частина об'єднання громад Райн.
Площа — 14,22 км2. Населення становить 1539 ос. (станом на 31 грудня 2020).